# Reggae Gold 2000
Reggae Gold 2000 – ósmy album z serii składanek Reggae Gold, wydawanej przez nowojorską wytwórnię VP Records.
Płyta ukazała się 23 maja 2000 roku, wraz z bonusowym CD zawierającym remixy wszystkich utworów, autorstwa jamajskiego soundsystemu Adonai. Produkcją całości zajęli się Chris Chin oraz Joel Chin.
10 czerwca 2000 roku album osiągnął 1. miejsce w cotygodniowym zestawieniu najlepszych albumów reggae magazynu Billboard i utrzymywał się na szczycie jeszcze przez 7 kolejnych tygodni (ogółem był notowany na liście przez 52 tygodnie).

## Lista utworów
1. Bounty Killer - "Look"
2. Capleton - "Good In Her Clothes"
3. Mr. Lexx - "Cook"
4. Sean Paul & Mr. Vegas - "Hot Gal Today" (remix)
5. Delly Ranks & Rik Rock - "What Ah Gal"
6. Professor Nuts - "Satan Strong"
7. Bounty Killer & Richie Stephens - "Magnet"
8. Beres Hammond - "They Gonna Talk"
9. Morgan Heritage - "Down By The River"
10. Buju Banton & Gramps - "Psalms 23"
11. Beenie Man - "Ganja Farm"
12. Wayne Wonder - "Keep Them Coming"
13. Glen Washington - "One Of These Days"
14. Sanchez - "Back At One"
15. Madd Anju - "Nuh Play Chess"
16. Baby Cham - "War Forever"
17. Mr. Lexx & Lady Saw - "Call U"
18. Buju Banton, Tenor Saw, Candy Man & Sister Nancy - "Stalag Y2K Megamix"